# Linnés ledsnäcka
Linnés ledsnäcka (Tonicella rubra) är en blötdjursart som först beskrevs av Carl von Linné 1767.  Linnés ledsnäcka ingår i släktet Tonicella och familjen Ischnochitonidae. Arten är reproducerande i Sverige. Inga underarter finns listade i Catalogue of Life.